# Musca atratus
Musca atratus là một loài ruồi trong họ Tachinidae.